# Peter Gadh
Peter Gadh, född 1947 i Vetlanda, död 16 maj 2012, var en svensk grafiker, scenograf och skulptör. 
Han har utformat prisstatyetten Ullbaggen, som sedan 2009 delas ut av Landsbygdsnätverket under Jordbruksverket till "de bästa landsbygdssatsningarna".

## Offentlig konst i urval
- Staty över Lennart Enander, brons, 2007, tillsammans med formgiven sittplats och emaljskyltar med citat, Lennart Enanders plats, Gelbgjutargatan/Kålgårdsgatan på Kålgården i Jönköping
- Ullbaggen, statyett i gjutjärn, 2009